# 盧基伊夫卡
47°51′7″N 34°28′31″E / 47.85194°N 34.47528°E
盧基伊夫卡（羅馬化：Lukiivka）是烏克蘭中部的村莊，隸屬第聶伯羅彼得羅夫斯克州的尼科波爾區。該村處於索洛納河源頭，距離茲馬漢尼亞2公里，海拔高度80米，2001年人口209。